# Inge Morath
Ingeborg Hermine "Inge" Morath (27 de maig de 1923 — 30 de gener de 2002) va ser una fotògrafa americana (austríaca de naixement). El 1953 va començar a treballar a l'Agència Magnum, fundada a París per fotògrafs de primera línia, i va passar a ser fotògrafa professional de l'agència el 1955. Morath va ser la tercera esposa del dramaturg Arthur Miller; la seva filla és la guionista i directora Rebecca Miller.

## Biografia

### Primers anys (1923–1945)
Morath va néixer a Graz, Àustria, filla de Mathilde (Wiesler) i Edgar Morath. Contractats com a científics a diferents universitats i laboratoris d'Europa, els seus pares van haver de viatjar molt per feina durant la seva infantesa. Els seus progenitors van abandonar el catolicisme per a convertir-se al protestantisme. La primera educació, la va rebre en escoles de parla francesa, però als anys 30 Morath es va traslladar amb la seva família a Darmstadt, un dels centres intel·lectuals d'Alemanya, i posteriorment a Berlín, on el seu pare va dirigir un laboratori especialitzat en la química de la fusta.
El primer contacte de Morath amb l'art d'avantguarda va ser a l'exposició Entartete Kunst (Art Degenerat) organitzada pel Partit Nazi el 1937. Aquesta exposició tenia per objectiu crear una opinió pública contrària a l'art modern. "Moltes d'aquelles pintures em van entusiasmar i em vaig enamorar del Cavall Blau de Franz Marc, va escriure Morath més tard. "Només es permetien opinions negatives, i així va començar un període llarg de guardar silenci i d'amagar el que es pensava."
Després d'acabar l'institut, Morath va passar l'Abitur  i va ser obligada a completar sis mesos de servei pel Reichsarbeitsdienst (Servei Laboral del Reich) abans d'entrar a Universitat de Berlín. A la universitat, Morath va estudiar idiomes. Va aprendre a parlar amb fluïdesa el francès, l'anglès, i el romanès, a més del seu alemany natiu (a aquests idiomes, més tard hi afegiria l'espanyol, el rus i el xinès). "Estudiava allà on trobava un racó tranquil, a l'Universitari i a les estacions de metro que servien de refugis antiaeris. No em vaig unir al Studentenschaft (Organització d'Estudiant)."
Cap al final de la Segona Guerra Mundial, Morath va ser reclutada per treballar en una fàbrica a Tempelhof, un barri de Berlín, al costat de presoners de guerra ucraïnesos. Durant un atac a la fàbrica per bombarders russos, va fugir a peu a Àustria. En anys més tardans, Morath va rebutjar de fotografiar la guerra, preferint treballar en històries que en mostraven les conseqüències.

### Inicis i èxits (1945–1962)
Després del conflicte, Morath va treballar com a traductora i periodista. El 1948 va ser contractada per Warren Trabant –llavors corresponsal a Viena, i més tard editor– per a Heute, una revista il·lustrada publicada per l'Agència d'Informació dels Estats Units. Morath va conèixer el fotògraf Ernst Haas a la Viena de postguerra, i va mostrar les seves fotos a Trabant.  Aviat van començar a treballar junts a Heute: Morath redactava els articles que acompanyaven les fotografies de Haas. El 1949, Robert Capa va convidar a la parella a unir-se a la seva agencia Magnum Photos, acabada de crear a París. Com a editora, Morath rebia material fotogràfic de tots els membres de l'associació, i així és com descobriria Henri Cartier-Bresson: "Em sembla que estudiant la seva manera de fer fotografies vaig aprendre a fer fotografies pel meu compte, abans d'haver tingut una càmera a la mà".
Morath va mantenir un breu matrimoni amb el periodista anglès Lionel Birch i el 1951 es va traslladar a Londres. Aquest mateix any va començar a fer les seves pròpies fotografies durant una visita a Venècia. "Va quedar instantàniament clar que d'aquell moment en endavant seria fotògrafa", va escriure. "Com més continuava fotografiant més feliç em sentia. Vaig saber que podia expressar les coses que volia dir donant-los forma mitjançant els meus ulls". La fotògrafa va voler convertir-se en aprenent de Simon Guttmann, que era en aquell temps editor del Picture Post i dirigia l'agència fotogràfica Report. Guttmann va voler saber què impulsava Morath a convertir-se en fotògrafa, i aquesta li va contestar que "després de l'aïllament del nazisme, vaig sentir que havia trobat el meu llenguatge en la fotografia". Després de passar alguns mesos com a secretària de Guttmann, finalment aquest li va encarregar tasques pròpiament fotogràfiques. Morath va començar a vendre les seves primeres fotografies en exposicions, inauguracions i mostres nocturnes sota el pseudònim d'Egni Tharom (el seu propi nom escrit a l'inrevés).  
Morath es va divorciar de Birch i va tornar a París per llançar la seva carrera com a fotògrafa. El 1953 va presentar a Capa la seva primera història fotogràfica de gran format, que tractava sobre els sacerdots treballadors de París. Capa la va convidar a unir-se a la seva agència, encara que els primers treballs que li va assignar eren els que no resultaven interessants per als "peixos grossos" de l'empresa. Un dels seus primers encàrrecs va portar Morath a Londres, on va treballar durant algun temps en els residents del Soho i Mayfair. El retrat de la senyora Evelyn Nasch, sorgit arran d'aquest encàrrec, figura entre les seves fotografies més conegudes. A suggeriment de Capa, Morath va treballar entre 1953 i 1954 com a ajudant i documentalista de Cartier-Bresson. Finalment, el 1955 va ser admesa com a membre oficial de l'agència Magnum Photos. Durant els últims anys 50 Morath es va dedicar a viatjar per tot el món, cobrint reportatges a Europa, Orient Mitjà, Àfrica, els Estats Units i Sud-amèrica, fent fotos que eren publicades al Holiday, el Paris Match i la revista Vogue. Va publicar també fotografies d'Espanya en el llibre Guerre à la Tristesse, publicat amb Robert Delpire el 1955. Més endavant encara publicaria una altra obra similar, De la Perse à l'Iran (1958). Morath va publicar més de trenta monografies durant tota la seva vida.
Com molts altres membres de Magnum, Morath va treballar com a directora de fotografia per a moltes pel·lícules. Va conèixer John Huston a Londres, i va col·laborar en la fotografia de moltes de les seves pel·lícules. Moulin Rouge (1952) va ser un dels seus primers encàrrecs com a fotògrafa, i la seva primera experiència en un plató de cinema. Quan Morath va comentar a Huston que només tenia un rotllo de pel·lícula a color per treballar, el director li'n va aconseguir tres més, i de tant en tant li feia senyal per indicar-li els moments adequats per fer una foto. Huston diria d'ella que Morath era "la suprema sacerdotessa de la fotografia. Tenia una inusual habilitat per penetrar més enllà de la superficie i revelar el que donava vida al tema de la fotografia". El 1960, treballant en el rodatge d'Els que no perdonen (1960), protagonitzada per Audrey Hepburn, Burt Lancaster i Audie Murphy, Morath va acompanyar Huston i alguns amics a una cacera d'ànecs en un llac entre les muntanyes prop de Durango (Mèxic). Gràcies al teleobjectiu de la seva inseparable càmera, Morath va poder veure com la bassa de Murphy i el seu amic havia bolcat a uns 100 metres de la riba, quedant Murphy commocionat, amb gran perill d'ofegar-se. Nedadora experta, Morath es va treure la roba. es va llançar a l'aigua, i remolcà els dos homes. L'incident va passar tan inadvertit que la cacera es va desenvolupar sense incidents.
Morath va tornar a treballar amb Huston el 1960 a Vides rebels, un èxit de taquilla protagonitzat per Marilyn Monroe, Clark Gable i Montgomery Clift, basada en un guió d'Arthur Miller. L'agència Magnum tenia permís exclusiu per fotografiar el rodatge, de manera que Morath i Cartier Bresson van ser els primers fotògrafs a visitar les localitzacions de la pel·lícula, als afores de Reno, (Nevada, EE. UU.).
Morath va conèixer Miller durant el rodatge i -després del divorci de Miller i Monroe- es van casar el 17 de febrer de 1962. La primera filla de la fotògrafa (Rebecca Miller) és escriptora i ha dirigit diverses pel·lícules, la parella va tenir un segon fill amb síndrome de Down, Daniel, que va ser ingressat poc després de néixer en un centre i del qual el mateix Miller no va voler saber res fins als últims deu anys de la seva vida.
Els èxits professionals de Morath durant aquesta primera dècada de treball van ser extraordinaris. Al costat d'Eve Arnold, s'havia convertit en una de les pioneres de Magnum, que fins aleshores havia estat una institució predominantment masculina. Molts crítics han comentat l'element surrealista que caracteritza la fotografia de Morath en aquesta època. Morath atribuïa això a les llargues converses que havia tingut amb Cartier Bresson durant els seus viatges per Europa i els Estats Units. Com molts dels seus col·legues de la primera època de Magnum, el treball de Morath radicava en un humanisme fonamental, modelat en gran part per la seva experiència de guerra i la seva relació amb l'ombrívola Europa de postguerra. Aquesta motivació es convertiria durant la maduresa d'Morath en un autèntic leitmotiv, que es reflectiria en imatges que exhibeixen la resistència de l'esperit humà sotmès a situacions d'extrema duresa, i les seves manifestacions d'èxtasi i felicitat.